# Adam Blythe
Adam Michael Blythe (Sheffield, 1º ottobre 1989) è un ex ciclista su strada e pistard britannico; professionista dal 2010 al 2019, ha vinto la RideLondon - Surrey Classic nel 2014 e il titolo nazionale in linea nel 2016.

## Carriera
Tra gli juniors Blythe si laureò campione europeo nell'inseguimento a squadre nel 2006 e nel 2007. Vinse anche una tappa al Tour of Hong Kong Shanghai nel 2008 e una tappa alla Thüringen Rundfahrt nel 2009. A partire dal mese di agosto 2009 fu stagista presso la Silence-Lotto.
Nella stagione successiva ottenne il primo contratto da professionista con la Omega Pharma-Lotto e si impose nel Circuit Franco-Belge, aggiudicandosi anche due tappe, e nel Nationale Sluitingsprijs. Tra 2010 e 2011 partecipò anche a due edizioni del Giro d'Italia.
Nel 2012 passò alla formazione statunitense BMC, aggiudicandosi in stagione il Mémorial Frank Vandenbroucke. Dal 2014 vestì quindi le maglie di NFTO (vincendo la RideLondon 2014), Orica-GreenEDGE e Tinkoff; proprio nel 2016 si aggiudicò il titolo nazionale in linea battendo in volata Mark Cavendish e Andrew Fenn.
Nel 2017 si trasferisce alla neonata formazione irlandese Aqua Blue Sport, mentre nel 2019 passa alla Lotto Soudal.

## Palmarès

### Strada
- 2007 (Juniors)

1ª tappa Driedaagse van Axel (Philippine > Axel)
4ª tappa Driedaagse van Axel (Strijpen > Strijpen)
Classifica generale Driedaagse van Axel
- 2008 (Under-23)

Schaal Indekeu (Hulshout)
2ª tappa Tour of Hong Kong Shanghai (Ganzhou > Ganzhou)
- 2009 (Under-23)

7ª tappa Internationale Thüringen Rundfahrt (Hildburghausen > Hildburghausen)
- 2010 (Omega Pharma-Lotto, quattro vittorie)

1ª tappa Circuit Franco-Belge (Templeuve > Mouscron)
3ª tappa Circuit Franco-Belge (Hazebrouck > Ichtegem)
Classifica generale Circuit Franco-Belge
Nationale Sluitingsprijs
- 2012 (BMC Racing Team, una vittoria)

Mémorial Frank Vandenbroucke
- 2014 (NFTO, una vittoria)

RideLondon - Surrey Classic
- 2016 (Tinkoff, una vittoria)

Campionati britannici, Prova in linea
- 2018 (Aqua Blue Sport, una vittoria)

Elfstedenronde

#### Altri successi
- 2013 (BMC Racing Team)

2ª tappa Tour of Qatar (Al Rufaa Street, cronosquadre)

### Pista
- 2006 (Juniors)

Campionati europei, Inseguimento a squadre juniors (con Jonathan Bellis, Steven Burke e Peter Kennaugh)
Campionati britannici, Corsa a punti juniors
- 2007 (Juniors/Open)

Campionati europei, Inseguimento a squadre juniors (con Peter Kennaugh, Mark McNally e Luke Rowe)
Campionati britannici, Americana juniors (con Luke Rowe)
UIV Cup Gent under-23 (con Peter Kennaugh)

## Piazzamenti

### Grandi Giri
- Giro d'Italia

2010: ritirato (11ª tappa)
2011: ritirato (10ª tappa)
2013: 167º
- Vuelta a España

2017: 155º

### Classiche monumento
- Milano-Sanremo

2016: 168º
- Giro delle Fiandre

2010: ritirato
2011: ritirato
2013: ritirato
2015: ritirato
2016: ritirato
- Parigi-Roubaix

2010: ritirato
2015: 85º
2016: ritirato

### Competizioni mondiali
- Campionati del mondo

Doha 2016 - In linea Elite: 12º
Bergen 2017 - In linea Elite: ritirato

### Competizioni europee
- Campionati europei

Glasgow 2018 - In linea Elite: ritirato
Alkmaar 2019 - In linea Elite: ritirato